# Richard Duckett
Richard Louis Duckett (* 30. Januar 1885 in Montreal; † 19. Juli 1972 ebenda) war ein kanadischer Lacrosse- und Eishockeyspieler.

## Erfolge
Richard Duckett war bei den Olympischen Spielen 1908 in London Mitglied der kanadischen Lacrossemannschaft und spielte auf der Position eines Verteidigers. Neben ihm gehörten außerdem Patrick Brennan, Henry Hoobin, George Campbell, Gus Dillon, Clarence McKerrow, Tommy Gorman, Ernest Hamilton, Frank Dixon, John Broderick, George Rennie und Alexander Turnbull zum Aufgebot. Nach dem Rückzug der südafrikanischen Mannschaft wurde im Rahmen der Spiele lediglich eine Lacrosse-Partie gespielt, die zwischen Kanada und dem Gastgeber aus Großbritannien ausgetragen wurde. Nach einer 6:2-Halbzeitführung gewannen die Kanadier die Begegnung letztlich mit 14:10, sodass Duckett ebenso wie seine Mannschaftskameraden als Olympiasieger die Goldmedaille erhielt. Auf Vereinsebene spielte er für den Ottawa Nationals Lacrosse Club.
Nach seiner Rückkehr von den Spielen bestritt er für die Canadiens de Montréal die Saison 1909/10 in der National Hockey Association. Im Anschluss setzte er seine Lacrossekarriere fort.
Duckett schloss ein Medizinstudium ab und arbeitete zwei Jahrzehnte als Gerichtsmediziner für die Stadt Montreal. In den 1960er-Jahren ging er in den Ruhestand.